# Burschenschaft Teutonia zu Kiel
La Burschenschaft Teutonia Kiel est une association étudiante marquante et colorée fondée en 1817 à l'Université Christian-Albert de Kiel. Ses membres, les « Teutons » de Kiel, appartiennent à la plus ancienne fraternité de Kiel, qui est également une fraternité d'État et la seule à être également autorisée à porter les couleurs violettes et blanches de l'Université de Kiel.

## Histoire

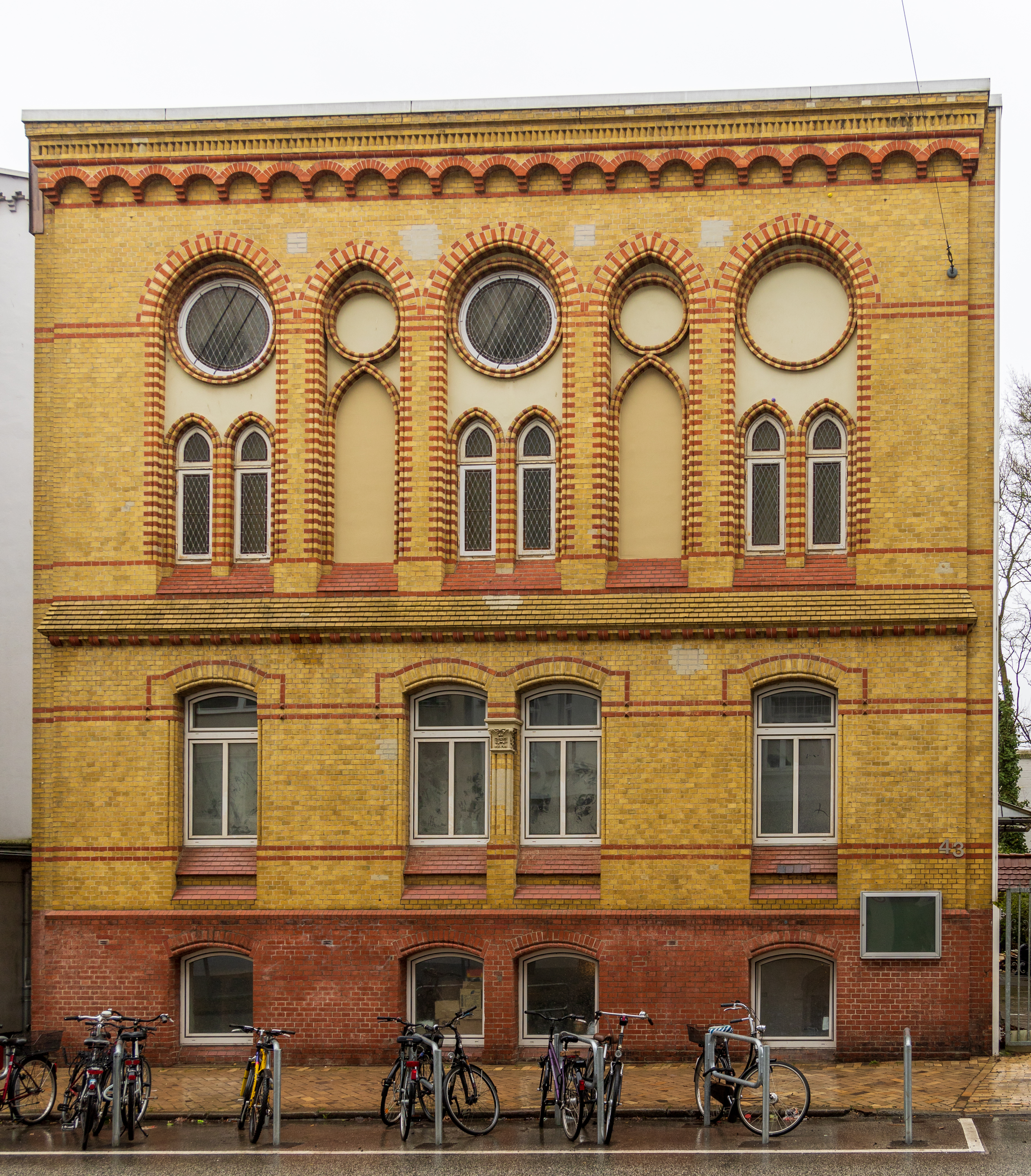
Ancienne maison de corps sur la Waitzstrasse

Le 6 novembre 1817, les 25 participants de Kiel à la Fête de la Wartbourg fondent une confrérie sur le modèle d'Iéna. À la fin de 1821, celle-ci se scinda en une tendance libérale et démocratique, qui est refondée les 13 et 14 décembre 1821 sous le nom de Fraternité Germania, et une tendance régionale. Après la répression qui suit la fête de Hambach, une nouvelle fondation est créée sous le nom d'Albertina (1836), qui est finalement rebaptisée Burschenschaft de Kiel en 1843, mais est dissoute dans le cadre de l'insurrection du Schleswig-Holstein (1848-1850). Le 14 novembre 1855, l'association étudiante Teutonia à Kiel est fondée. En mai 1863, il rejoint le cartel sud-allemand (de), fondé en 1861. En 1891, Teutonia emménage dans sa propre maison de corps au 43 de la Waitzstrasse, qu'elle doit abandonner pendant la Première Guerre mondiale.
Pendant le national-socialisme, Teutonia, comme toutes les associations étudiantes, doit cesser ses activités. L'association des anciens de Teutonia a ensuite fonctionné comme l'association des anciens de la camaraderie du Schleswig du Nord de l'association des étudiants nationaux-socialistes, à laquelle la fraternité du cartel de Teutonia Jena adhère également jusqu'en 1942. La camaraderie du Schleswig du Nord est issue de l'équipe de base du NSDStB de Kiel et est considérée comme ayant une vision idéologique forte, mais au cours de son existence, elle reprend une forme de corporation et s'inscrit dans la tradition de l'ancienne Teutonia de Kiel. Après la guerre, plusieurs camarades sont acceptés dans l'Association des anciens de Teutonia.

## Membres notables
- Wilhelm Beseler (de) (1806–1884), homme politique, député du Parlement de Francfort
- Georg Beseler (1809–1888), juriste, homme politique, député du Parlement de Francfort, député de la chambre des seigneurs de Prusse
- August Daniel von Binzer (1793–1868), poète et journaliste
- Hans Friedrich Blunck (de) (1888–1961), journaliste et écrivain, président de la Chambre de l'écriture du Reich
- Johannes Wilhelm Boysen (de) (1834–1870), enseignant et auteur
- Heinrich Bunke (de) (1914–2001), médecin
- Wilhelm Casper (de) (1902–1999), administrateur militaire
- Rudolph Dohrn (de) (1836–1915), gynécologue
- Anton Edzardi (de) (1849–1882), germaniste
- Julius Engel (de) (1842–1926), juge et président de la Bürgerschaft de Hambourg
- Friedrich von Esmarch (de) (1823–1908), médecin et fondateur du samaritanisme civil en Allemagne
- Peter Feddersen (de) (1800–1869), maire de Roskilde
- Hans Fliege (de) (1890–1976), dentiste, professeur d'université et fonctionnaire du NSDAP
- Friedrich Harms (de) (1819–1880), écrivain
- George Julius Christian Harms (de) (1834–1914), conseiller à la cour impériale
- Alexander Herrmann (de) (1900–1981), médecin ORL, professeur d'université, membre honoraire des sociétés oto-laryngologiques grecque, espagnole et hongroise
- Volker Hingst (né e, 1948), président des offices d'État de la santé du Bade-Wurtemberg et de la Bavière
- Emil Hölck (de) (1835–1916), agriculteur et député du parlement provincial du Schleswig-Holstein
- Christian Jensen (de) (1839–1900), théologien et missionnaire
- Wilhelm Jensen (1837–1911), poète et écrivain
- Timm Kröger (de) (1844–1918), avocat et écrivain
- Julius Langbehn (1851–1907), écrivain, critique culturel et promoteur de l'art local
- Johannes Leonhart (de) (1865–1937), médecin et député du Reichstag
- Uwe Jens Lornsen (de) (1793–1838), juriste et fonctionnaire du gouvernement danois
- Karl Marbach (de) (1909–1974), juriste administratif, président de la Cour des comptes de l'État de Schleswig-Holstein (de)
- Wilhelm Mensinga (de) (1836–1910), médecin, précurseur du contrôle des naissances
- Andreas Ludwig Jacob Michelsen (de) (1801–1881), historien, premier directeur du Musée germanique de Nuremberg (1863), député du Parlement de Francfort
- Theodor Mommsen (1817–1903), historien et lauréat du prix Nobel de littérature (1902)
- Karl Viktor Müllenhoff (1818–1884), médiéviste
- Karl Wilhelm Nitzsch (de) (1818–1880), historien
- Justus Olshausen (1800–1882), orientaliste
- Theodor Olshausen (de) (1802–1869), député de l'Assemblée d'État du Schleswig-Holstein (de) et publiciste
- Hermann Petersen (de) (1844–1917), ministre d'État de Schwarzbourg-Sondershausen
- Hugo Planck (de) (1846–1922), président du Sénat à la Cour du Reich
- Albert Plehn (de) (1861–1935), médecin tropical
- Franz Christoph Reimers (de) (1818–1905), député de la Chambre des représentants de Prusse, maire de Flensbourg et de Schleswig, conseiller juridique privé
- Alfred Richter (de) (1890–1959), écrivain
- Christian Wilhelm Gustav Rosenhagen (de) (1817–1870), député de l'Assemblée d'État du Schleswig-Holstein
- Justus Rubehn (de) (1904–1997), juriste, gouverneur d'arrondissement et directeur de district
- Eduard Sachau (1845–1930), orientaliste
- Karl Friedrich Lucian Samwer (de) (1819–1882), juriste d'État
- Johann Georg Max Schmidt (de) (1840–1925), député du parlement provincial du Schleswig-Holstein
- Lorenz von Stein (1815–1890), juriste d'État, sociologue et économiste national
- Henning von Storch (de) (1934–2018), administrateur de l'arrondissement du Haut-Taunus, député du parlement du Mecklembourg-Poméranie occidentale (CDU)
- Christoph von Tiedemann (1836–1907), député de la Chambre des représentants de Prusse, député du Reichstag
- Erich Topp (1914–2005), contre-amiral, chef de l'état-major de la marine et inspecteur adjoint de la marine
- Christian August Valentiner (de) (1798–1864), théologien luthérien
- Christian August Volquardsen (de) (1840–1917), historien de l'Antiquité
- Christian Adolf Wallichs (de) (1831–1922), pédagogue et député du Reichstag
- Emil von Wolff (de) (1818–1896), chimiste agricole et professeur d'université

## Répertoire des membres
- Willy Nolte (de) (dir.): Burschenschafter-Stammrolle. Verzeichnis der Mitglieder der Deutschen Burschenschaft nach dem Stande vom Sommer-Semester 1934. Berlin 1934. p. 1061.